# Diecéze Vigevano
Diecéze Vigevano (latinsky Dioecesis Viglevanensis) je římskokatolická diecéze na území Itálie se sídlem v městě Vigevano, kde se nachází katedrála sv. Ambrože. Je sufragánní vůči milánské arcidiecézi a tvoří součást italské církevní oblasti Lombardie. Současným biskupem je Maurizio Gervasoni.

## Stručná historie
Diecézebyla založena v roce 1530 a původně - stejně jako dnes - byla sufragánní vůči milánské arcidiecézi, ale v letech 1817-1974 byla sufragánní vůči arcidiecézi Vercelli. 